# Жигадло, Денис Викторович
Дени́с Ви́кторович Жига́дло (12 мая 1987, Мозырь) — белорусский гребец-байдарочник, выступает за сборную Белоруссии с 2006 года. Серебряный призёр чемпионатов Европы и мира, чемпион летней Универсиады в Казани, многократный победитель республиканских и молодёжных регат. На соревнованиях представляет Гомельскую область, мастер спорта международного класса.

## Биография
Денис Жигадло родился 12 мая 1987 года в городе Мозырь, Гомельская область. Активно заниматься греблей на байдарке начал в раннем детстве, проходил подготовку в мозырской специализированной детско-юношеской школе олимпийского резерва и в гомельской областной школе высшего спортивного мастерства, в разное время тренировался у таких специалистов как Г. Н. Галицкий, В. А. Васько, В. В. Шантарович. Состоял в спортивном клубе Федерации профсоюзов Беларуси. По юниорам уже с 2006 года стал попадать в число призёров различных международных регат, так, на молодёжном чемпионате Европы в Афинах добыл сразу две золотые медали: в четвёрках на пятистах и тысяче метров. Одновременно с этим пришли и первые победы на этапах Кубка мира.
На взрослом международном уровне впервые заявил о себе в сезоне 2007 года, когда попал в основной состав белорусской национальной сборной и благодаря череде удачных выступлений удостоился права защищать честь страны на чемпионате Европы в испанском городе Понтеведра. Вместе с экипажем, куда также вошли гребцы Станислав Стрельченко, Сергей Финдюкевич и Руслан Бичан, занял на дистанции 500 метров второе место, уступив лишь сборной Словакии, и завоевал тем самым серебряную медаль. Позже в той же дисциплине с той же командой выступил на первенстве мира в немецком Дуйсбурге, где снова уступил словацкому экипажу и пришёл к финишу вторым, получив серебряную награду.
Впоследствии Жигадло неизменно состоял в сборной Белоруссии, продолжал участвовать в крупнейших международных регатах. Будучи студентом, в 2013 году принял участие в зачёте летней Универсиады в Казани, на дистанции 500 метров выиграл золотую медаль в двойках и серебряную в четвёрках.
Имеет высшее образование, окончил Мозырский государственный педагогический университет имени И. П. Шамякина, где обучался на факультете физической культуры. За выдающиеся спортивные достижения удостоен звания мастера спорта международного класса.